# Volcanic-Pistolen und -Gewehre
Volcanic-Pistolen und -Gewehre waren frühe Repetierwaffen, die von Horace Smith, dem späteren Partner von Daniel Wesson bei Smith & Wesson, um 1851 auf der Basis des Smith-Jennings-Gewehrs entwickelt wurden. Sie waren die ersten serienmäßig hergestellten Unterhebel-Kniegelenk-Repetierer und verschossen eine hülsenlose Munition, bei der die Zünd- und Treibladung direkt in das hinten hohle Geschoss eingepresst war. Sie wurden ab 1855 bis 1860 hergestellt, ihr Kniegelenk-Verschlusssystem wurde in von der Firma Winchester hergestellten Gewehren weiterverwendet.

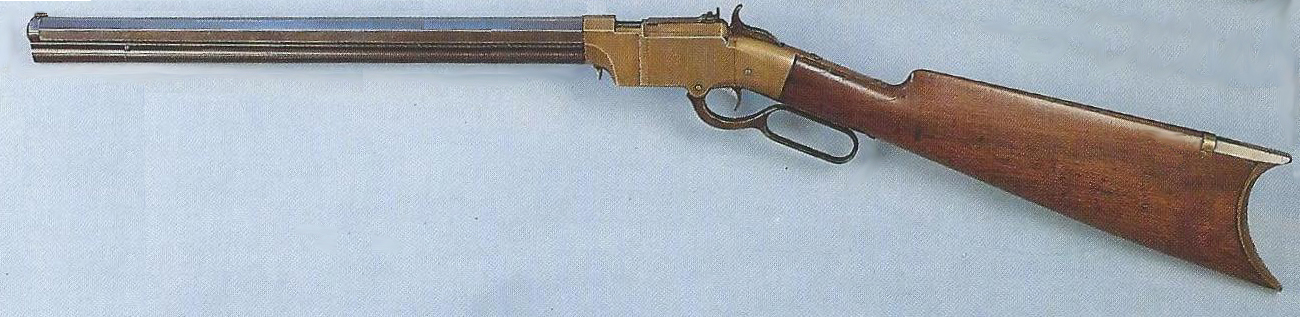
Volcanic-Gewehr mit 16-1/2-Zoll-Lauf

Volcanic-Pistole Kal. .41

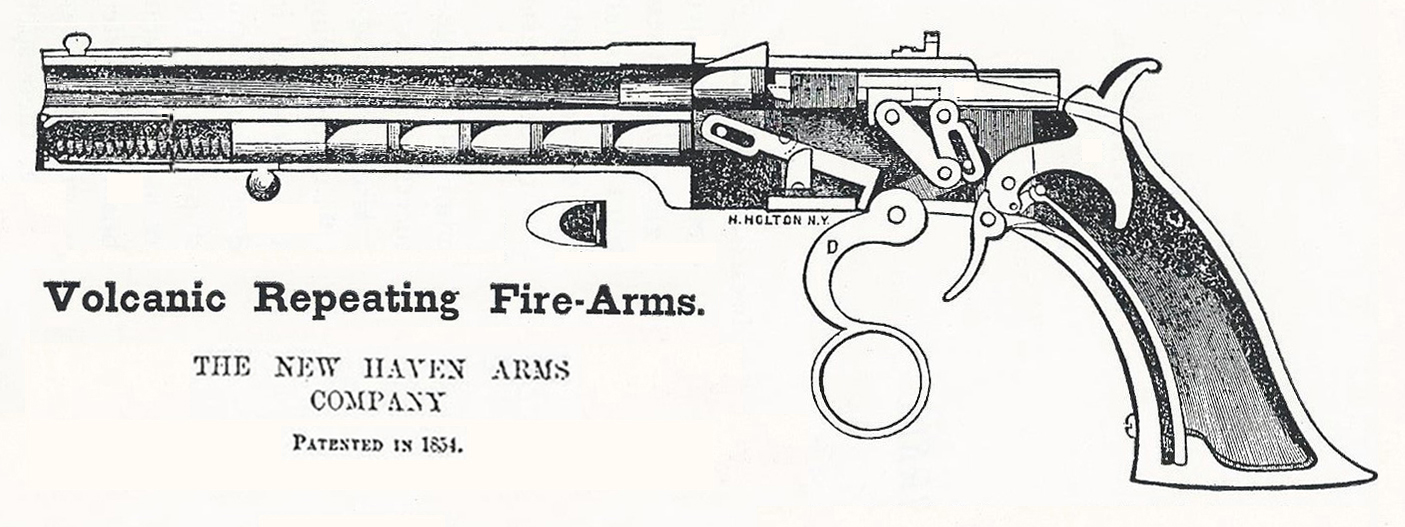
Volcanic-Pistole

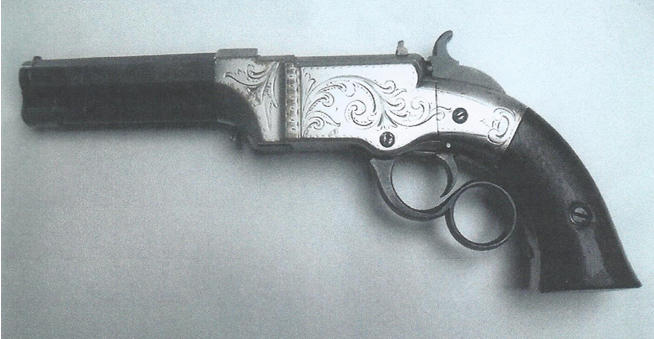
Volcanic-Taschenpistole Kal. .31

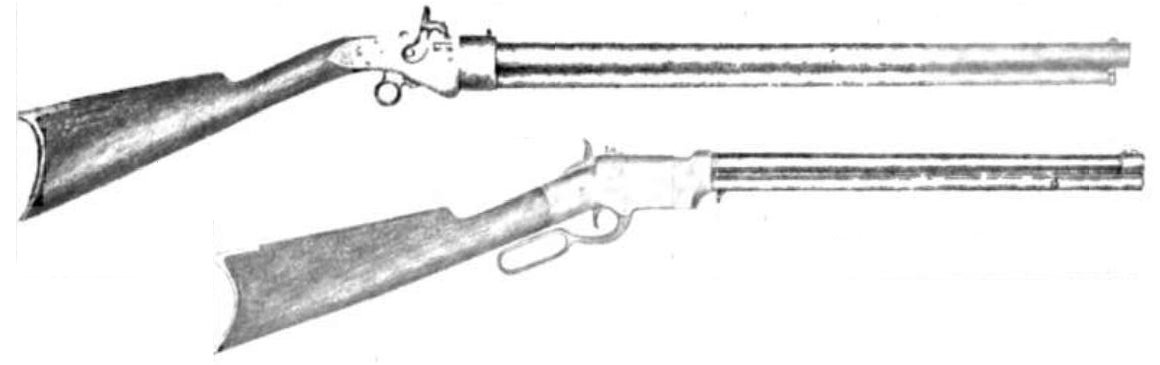
Das von Horace Smith weiterentwickelte Jennings-Gewehr, hergestellt 1851 bis 1852, unten das Volcanic-Gewehr

## Geschichte
1848 entwickelte der amerikanische Erfinder Walter Hunt aus New York die Rocket-Ball-Patrone und ließ sie patentieren (US-Patent 5701 vom 10. August 1848). Die Patrone bestand aus einem Minié-Geschoss, dessen hohles Ende mit Schwarzpulver gefüllt war. Eine Korkscheibe mit einem Loch und ein aufgeklebtes Papier verhinderten das Herausfallen des Pulvers. Die Zündung erfolgte über ein Anzündhütchen, das nicht Teil der Patrone war. Es wurde durch den außenliegenden Hahn gezündet, der Zündfunke wurde durch einen Zündkanal zur Patrone geführt, er durchschlug das Papier und brachte somit die Treibladung zur Explosion.
Daraufhin entwickelte Hunt den „Volition repeater“, einen Unterhebelrepetierer für die Rocket-Ball-Munition. Am oberen Ende des Ring-Unterhebels war ein Zahnrad angebracht, das bei der Betätigung auf einer unten im Verschlussgehäuse angebrachten Zahnstange nach hinten lief und den Verschluss mit einer oben daran angebrachten Zahnstange nach hinten zog. In schussbereiter Stellung war der Verschluss mit einer Stützklappe blockiert. Die Patronen waren in einem Röhrenmagazin gelagert. Nur wenige „Volition repeater“ wurden bei der Firma „G. A. Arrowsmith, New York“ hergestellt.
Ein Angestellter dieser Firma, Lewis Jennings, vereinfachte das Verschlusssysten von Hunts Waffe, die Zündung der Patrone erfolgte mit einem außenliegenden Hahn analog der Perkussionswaffen. Von dieser Waffe wurden einige hundert Stück hergestellt, bis Horace Smith, späterer Partner von Daniel B. Wesson, über seine Weiterentwicklung, die „Jennings-Smith-Rifle“, das System der Volcanic-Waffen für eine Rocket-Ball-Patrone mit integriertem Zündsatz entwickelte.

### Weiterentwicklung zur Volcanic-Waffe
Die von Horace Smith entwickelten Volcanic-Waffen waren die ersten Unterhebelrepetierer mit Kniegelenkverschluss, das Prinzip wurde 1852 patentiert. Das Patentmuster war ein von Smith und Wesson gefertigtes Gewehr im Kaliber .50, das nie in Serie ging. Seit 1852 Partner, stellte ihre Firma Smith & Wesson, die  in Norwich, CT von 1854 bis 1855 etwa 1700 Pistolen, jedoch keine Gewehre für die Rocket-Ball-Munition her. Diese Vorgänger der Volcanic-Pistolen sind am eisernen Rahmen erkennbar. Das in etwa 1200 Exemplaren hergestellte Model No. 1 cal .31 hatte einen 4-Zoll-Lauf und unten einen runden Griff, die etwa 500 Model No. 2 cal .41 Pistolen hatten einen 6 oder 8-Zoll-Lauf, der Griff war unten flach.

### Übernahme der Firma durch Oliver F. Winchester
Da die Verkäufe schlecht liefen, wurde die Firma insolvent. Horace Smith verließ die Firma, welche von Oliver F. Winchester, einem erfolgreichen Kleiderfabrikanten, neu finanziert wurde. Sie wurde in Volcanic Repeating Arms umbenannt, geführt wurde sie bis 1857 von Daniel Wesson. Nach seinem Austritt wurde die Fabrikation von der New Haven Arms Co. in New Haven, CT bis 1859 fortgeführt. Sowohl diese Firma als auch die Volcanic Repeating Arms stellten Pistolen und Langwaffen her.
Um die Geschäfte weiterzuführen, stellte Winchester als Werksleiter den Büchsenmacher Benjamin Tyler Henry ein, mit dem Auftrag, die Waffen zu verbessern. Zu Beginn des Sezessionskrieges 1861 wurden noch Volcanic-Waffen angeboten, fanden jedoch nur noch wenige Käufer.

### Das Henry-Gewehr
Henry entwickelte daraufhin eine Randfeuerpatrone im Kaliber .44, die gleich aufgebaut war wie die im Smith & Wesson No 1 Revolver verwendeten .22-kurz-Patronen. Zudem entwickelte er das Henry-Gewehr, einen  Unterhebelrepetierer im Kaliber .44 Henry, der auf dem Volcanic-Kniegelenkverschluss- und -Magazinsystem basierte. Nicht vergessen werden darf, dass es Horace Smith war, der das Unterhebel-Kniegelenk-Repetiersystem entwickelt hatte, welches die Firma Winchester in über einer Million Gewehren, dem Henry-Gewehr und den Winchestergewehren Modell 1866, 1873 und 1876 anwendete, während Horace Smith und Daniel B. Wesson in einer zweiten Partnerschaft die heute noch erfolgreiche Firma Smith & Wesson gründeten.

## Konstruktion

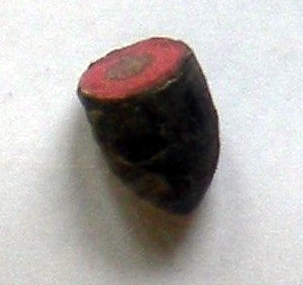
Frühe Volcanic-Patrone cal. .41

Die Volcanic-Pistolen und -Gewehre waren Pioniere einer Technik, die später beim Henry- und den darauf folgenden Winchester-Gewehren zur Anwendung kam: ein Unterhebel-Kniegelenk-Repetierer, der das Geschoss aus einem Röhrenmagazin in das Patronenlager beförderte. Die Volcanic-Waffen benutzten als Rocket Balls bezeichnete Hohlgeschosse, die wesentlich kürzer waren als normale Patronen. So war es möglich, eine große Anzahl davon im Röhrenmagazin unter dem Lauf unterzubringen.
Da der Verschluss der Volcanic-Waffen keine Liderung hatte und die Hohlgeschosse nur eine kleine Ladung enthielten, war die Reichweite sowie die Durchschlagskraft des Geschosses klein, was der Grund dafür war, dass diese Gewehre und Pistolen keinen wirtschaftlichen Erfolg für die Hersteller brachten. Dazu kommt, dass die Verschlussgehäuse der Waffen schnell durch Pulverrückstände verschmutzt wurden, was zum Blockieren der Waffe führen konnte.

### Pistolen
Produktion 1854/55 von Horace Smith & Daniel B. Wessons erster Partnerschaft, Laufaufschrift SMITH & WESSON,NORWICH,CT (darunter) CAST-STEEL PATENT, erkennbar am eisernen Verschlussgehäuse.
- Pocket-Pistole No 1, von 1854/1855 produziert. Kaliber .31, 4 Zoll (~10 cm) Lauf. Produktion, etwa 1200 Stück.
- Pistole No 2, von Smith & Wesson 1854/1855. Kaliber .41, 8 Zoll (~20 cm) Lauf. Produktion, weniger als 500 Stück

Produktion ab Juli 1855 bis 1857 in der New Haven Arms Co. unter Oliver F. Winchester, Laufaufschrift VOLCANIC REPEATING ARMS CO. (darunter) PATENT NEW HAVEN CONN FEB. 14. 1854. Ab 1857 bis zum Produktionsende, Laufaufschrift VOLCANIC PATENT FEB. 14. 1854 (darunter) NEW HAVEN CONN.die Waffen sind erkennbar am Messing (Gun-Metal) Verschlussgehäuse.
- Pocket-Pistole No 1, Kaliber .31, 3 1/2 Zoll (~9 cm) Lauf. Produktion: etwa 850 Stück.
- Pocket-Pistole No 1, Target-Model, . Kaliber .31, 8 Zoll (~20 cm) Lauf. Produktion: etwa 225 Stück
- Pistole No 2, Navy-Model, Kaliber .41, 6 Zoll (~15 cm) Lauf. Produktion: etwa 1500 Stück,
- Pistole No 2, Navy-Model, Kaliber .41, 8 Zoll (~20 cm) Lauf. Produktion: etwa 2500 Stück
- Pistole No 2, Navy-Model mit abnehmbaren Anschlagkolben, Kaliber .41, 16 Zoll (~40 cm) Lauf. Bekannt sind auch Waffen mit Läufen bis 25 Zoll, Produktion: etwa 300 Stück.

### Gewehre
- Es ist unklar, ob das erste von Smith hergestellte Gewehr nicht für Randfeuerpatronen eingerichtet war. Tatsache ist, dass als Patentmuster ein Gewehr im Kaliber .50 angemeldet wurde. Die Waffe befand sich bis zur Auflösung der Firma im Winchester Arms Company Museum. Kommerziell stellte die Firma von Horace Smith & Daniel B. Wesson nie Langwaffen her.
- Die New Haven Arms Co. unter Oliver F. Winchester stellte von 1855 bis zum Produktionsende insgesamt etwa 1000 Gewehre im Kaliber .41 her. Die Lauflängen waren: 16,5 Zoll, 21 Zoll (häufigste Lauflänge) und 25 Zoll (42 cm, 53 cm und 63,5 cm). In die Magazine passten demzufolge 20, 25 und 30 Rocket Balls.

## Sonstiges
Karl May könnte einen in der „Allgemeinen Militärzeitung (1855)“ publizierten Bericht über ein 25-schüssiges Volcanic-Gewehr, den Vorgänger des Henry-Gewehres, gelesen haben. Der im Karl-May-Museum ausgestellte „Henrystutzen“ ist allerdings eine Weiterentwicklung des Henry-Gewehres, ein frühes 17-schüssiges Winchester-Modell-1866-Gewehr.
Im Film Für ein paar Dollar mehr (engl. For a Few Dollars More) wird eine Volcanic-Waffe verwendet.